# TV ASAHI NETWORK SPORTS
TV ASAHI NETWORK SPORTSは、テレビ朝日系列のスポーツ番組ブランドである。
2002年に「TV ASAHI NETWORK SPORTS」ブランドを発表し、スポーツ選手の影をモチーフとしたマスコット及び統一イメージソングも設けられた。イメージソングは基本的に年毎に変更されている。テレビ朝日系列のスポーツ番組においてオープニングでマスコットとともに「TV ASAHI NETWORK SPORTS」のロゴが現れていた。
2004年を最後に「TV ASAHI NETWORK SPORTS」の看板を外したが、統一イメージソングは2005年以降も採用されている。

## 主な番組
- やべっちFC〜日本サッカー応援宣言〜
- 日本サッカー応援宣言
- スーパーベースボール

## 主な中継番組
- 駅伝・マラソン3大決戦
- 世界水泳選手権
- ISUグランプリシリーズ（海外大会とファイナルのみ。日本のグランプリシリーズはNHK杯のためNHKで放送）
- 2007年ノルディックスキー世界選手権

## イメージソング
イメージソングは2004年まではB'z（2004年上半期はTMG）、2005年7月以降はSMAPが担当している。2005年上半期は設定せず。
- 2002年「熱き鼓動の果て」
- 2003年「IT'S SHOWTIME!!」
- 2003年「野性のENERGY」
- 2004年上半期「OH JAPAN 〜OUR TIME IS NOW〜」
- 2004年下半期「ARIGATO」
- 2005年「BANG! BANG! バカンス!」
- 2005年11月「Triangle」
- 2006年「buzzer beater」
- 2007年11月「弾丸ファイター」
- 2009年7月「スーパースター★」

### 例外
- サッカー中継ではサラ・ブライトマン「A Question Of Honour」が使われている。ただしハーフタイムにおいて統一イメージソングも使われている。
- ISUグランプリシリーズでは2006年以降も「Triangle」が使われている。
- 世界水泳2007及び世界競泳2007ではSMAPの「mermaid」が使用された。
- 全国高等学校野球選手権大会など系列局制作では、イメージソングは使用されない場合が多い。
- 世界水泳2011では「ultra soul」をリアレンジした「ultra soul 2011」が使用された。
- 2013年以降の世界水泳シリーズでは2001年の大会テーマソングであった「ultra soul」オリジナルバージョンが使われている。